# Société de langue et de littérature wallonnes
La Société de langue et de littérature wallonnes (ou SLLW), créée Société liégeoise de littérature wallonne, est une association dialectale de Belgique fondée à Liège le 27 décembre 1856 par Nicolas Defrecheux et Charles Grandgagnage. Elle s'occupe de promouvoir la littérature des langues régionales de la Belgique romane et la philologie et linguistique belgo-romanes.

## Historique

### Fondation en tant que société liégeoise
La Société liégeoise de littérature wallonne est fondée sur base d'une émulation suscitée par l'immense succès public rencontré par la chanson Lèyîz-m' plorer, écrite en wallon par Nicolas Defrecheux,.

### Extension à l'ensemble de la Wallonie romane
La Société de langue et de littérature wallonnes est regardée comme l'académie dialectale de la Belgique romane.

## Moyens opérationnels
Depuis 2025, la Société de langue et de littérature wallonnes est subventionnée par la Fédération Wallonie-Bruxelles via une convention d'un montant annuel de 10 500 €.
Par ailleurs, sa bibliothèque, la Bibliothèque des dialectes de Wallonie, est co-gérée par la province de Liège, au sein du Musée de la Vie wallonne.

## Membres

### Membres titulaires
Elle est composée de quarante membres titulaires : écrivains, dramaturges, linguistes…
- Esther Baiwir (wa), membre depuis 2005
- Matthieu Balthazard (wa), membre depuis 2019
- Guy Belleflamme (wa), membre depuis 1998, président de 2002 à 2004
- Romain Berger (wa), membre depuis 2018
- Xavier Bernier (wa), membre depuis 2018
- Joseph Bodson (wa), membre depuis 2014
- Marie-Guy Boutier (wa), membre depuis 1994, présidente de 1998 à 2000
- Guy Cabay, membre depuis 2020
- Patrick Delcour (wa), membre depuis 2004, président depuis 2022
- Chantal Denis (wa), membre depuis 2001
- Jacques Desmet (wa), membre depuis 2011
- Joseph Dewez (wa), membre depuis 2014
- Marc Duysinx (wa), membre depuis 1998, secrétaire depuis 2004
- Jean-Luc Fauconnier, membre depuis 1986, président de ? à ?
- Guy Fontaine, membre depuis 1999, président de 2004 à 2012
- Baptiste Frankinet (wa), membre depuis 2016, président de 2019 à 2022
- Jean Germain, membre depuis 1983
- Jean-Marie Kajdanski (wa), membre depuis 1991
- Jean-Louis Laurent (wa), membre depuis 2009
- Jean Lechanteur (wa), membre depuis 1971
- Jean-Philippe Legrand (wa), membre depuis 2020
- Françoise Lempereur (wa), membre depuis 2023
- Bernard Louis (wa), membre depuis 2010, président de 2012 à 2018
- Michel Meurée (wa), membre depuis 2007
- Gilles Monville (wa), membre depuis 2018
- Julien Noël (wa), membre depuis 2025
- Jean-Marie Pierret, membre depuis 1981
- Joseph Selvais (wa), membre depuis 2001
- Joëlle Spierkel (wa), membre depuis 2019
- Roland Thibeau (wa), membre depuis 2012
- Bernard Thiry (wa), membre depuis 2020
- Nadine Vanwelkenhuyzen (wa), membre depuis 2008
- Jacques Warnier (wa), membre depuis 2013
- Martine Willems (wa), membre depuis 1994

### Membres honoraires
- Philippe Barthélemy, membre de 1987 à 2002
- Renée Boulengier-Sedyn, membre de 2001 à 2018
- Marie-Thérèse Counet-Bettonville, membre de 1984 à 2000, présidente de 1988 à 1990

### Membres décédés

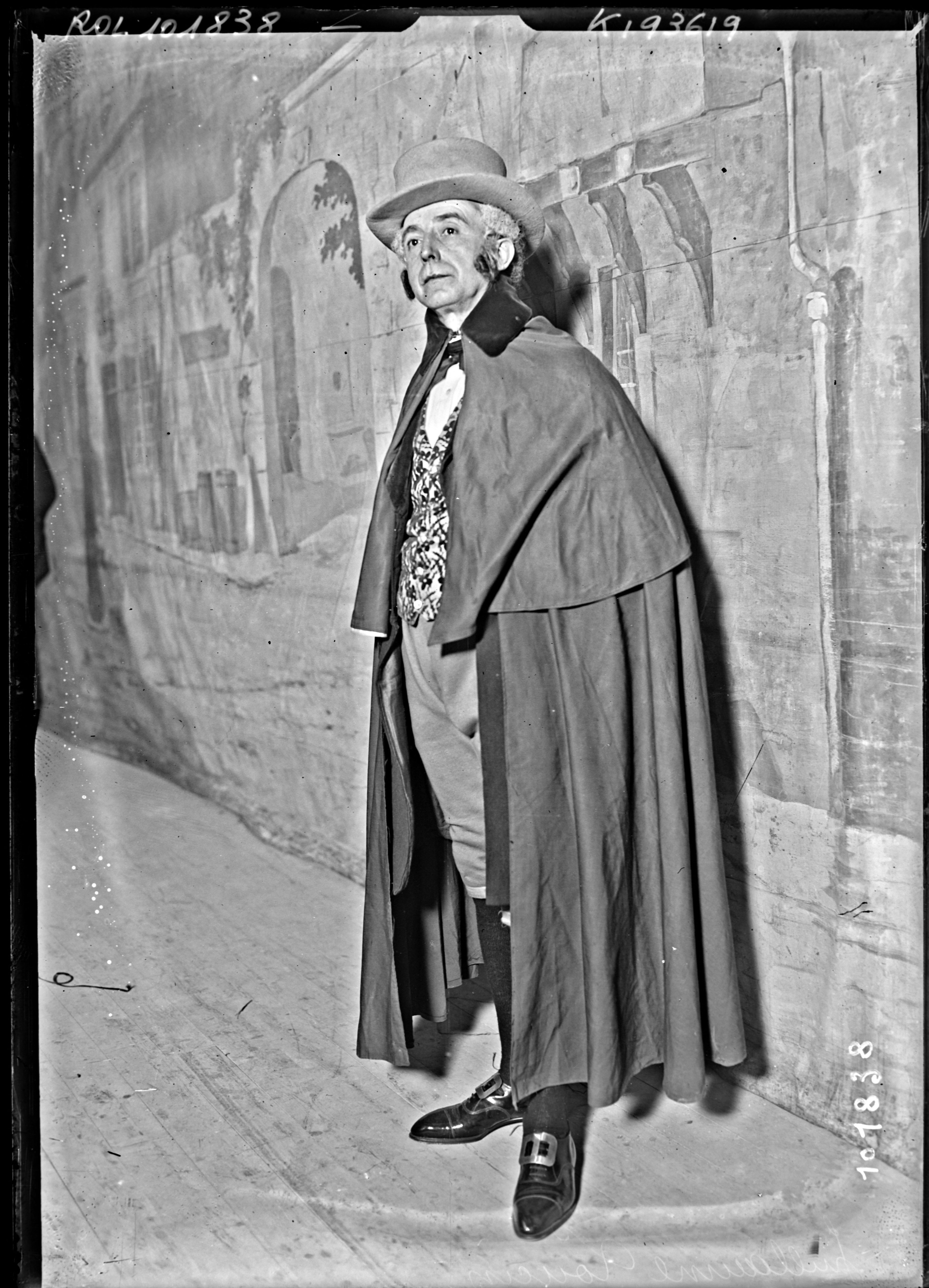
Guillaume Loncin, ancien membre, ici en juin 1925 lors d'un spectacle en wallon à l'Exposition internationale des Arts décoratifs et industriels modernes

### Membres correspondants étrangers
- Mathieu Avanzi
- Tavo Burat
- Matilda Caragiu Marioțeanu
- Olivier Engelaere
- Yann Lovelock
- Takeshi Matsumura
- Wulf Müller
- Jean Robaey
- Michel Tamine

## Publications

### Ouvrages
- Bulletin du Dictionnaire général de la langue wallonne, vol. 1 et 2, Liège, Impr. H. Vaillant-Carmanne, janvier 1906, 642 p. (présentation en ligne, lire en ligne)

### Collections
- La collection Bibliothèque de philologie et de littérature wallonnes : 10 volumes parus à ce jour
- La collection Classiques wallons : 5 volumes parus à ce jour
- La Collection littéraire wallonne : 13 volumes parus à ce jour
- La collection Littérature dialectale d'aujourd'hui : 47 volumes parus à ce jour
- La collection Mémoire wallonne : 25 numéros parus à ce jour

### Périodiques actuels
- Wallonnes (chronique trimestrielle de la Société de langue et de littérature Wallonnes), trimestriel paru à partir de 1994.
- Les dialectes de Wallonie, périodique annuel toujours en cours, 36 tomes parus depuis 1972.

### Anciens périodiques
- Annuaire de la Société (liégeoise) de Littérature wallonne, 34 volumes parus de 1863 à 1940.
- Bulletin de la Société (liégeoise) de (Langue et) de Littérature wallonne(s), 76 tomes parus entre 1861 et 1975.
- Bulletin du Dictionnaire général de la langue wallonne, 23 tomes parus de 1906 à 1970.